# Otto Maaß
Otto Maaß (* 7. April 1866 in Dorpat; † 1943 in Königsberg (Preußen)) war ein deutsch-baltischer Philologe und Gymnasiallehrer.

## Leben
Maaß war Sohn des Seminardirektors Dr. Maass. Er besuchte das Gymnasium seiner Heimatstadt und studierte an der Kaiserlichen Universität Dorpat Germanistik und Klassische Philologie. Er war Hilfslehrer an der Dorpater Realschule (1888–1890), Oberlehrer für alte Sprachen und Deutsch an der Annenschule (St. Petersburg) (1892–1895), Oberlehrer an der höheren Realschule (=Oberrealschule) und am Lehrerinnenseminar in Mitau in Kurland (1896–1902). Mit einer Doktorarbeit über Kleitarchos und Diodor wurde er 1897 zum Dr. phil. promoviert. St. Petersburg 1894. 1901 wurde er zum Kaiserlich russischen Kollegienrat und Ritter ernannt. Oberlehrer für alte Sprachen und Deutsch an der  Königlichen Litthauischen Provinzialschule in Tilsit (Ostern 1903), für die gleichen Fächer am (humanistischen) St.-Petri-Pauli-Gymnasium in Moskau (Herbst 1902). Er wurde an die Herzog-Albrechts-Schule (Rastenburg) berufen und kam Michaelis 1907 als Oberlehrer an das Evangelisch Stiftische Gymnasium Gütersloh.
Als Direktor der Friedrichsschule Gumbinnen kehrte er 1921 nach Ostpreußen zurück. 1923 wurde er Ober-Schulrat beim Provinzial-Schulkollegium in Königsberg. Nebenamtlich war er Dozent für Neuere Deutsche Literatur an der Handelshochschule Königsberg, die ihm den Professorentitel verlieh.

## Schriften
- Die pädagogischen Ideale des jungen Herder. Eine kritische Studie. Lauter, Rastenburg 1906, OCLC 250343519.
- Shakespearelektüre auf dem Gymnasium. Gütersloh 1911, OCLC 163466756. Digitalisat
- Die Irrfahrten des Odysseus im Pontos. Bertelsmann, Gütersloh 1915, DNB 364981849. Digitalisat